# Target Earth (película)
Target Earth (Objetivo: La Tierra en España, Invasores en la tierra en Hispanoamérica) es un telefilme estadounidense de 1998 dirigido por Peter Markle y protagonizado por Janell McLeod, John R. Copeman y Tim Parati.

## Argumento
Sam Addams es un agente del FBI. Un día él encuentra en el jardín de su casa a una niña, la cual estaba siendo buscada por las autoridades desde hacía varios días. Su comportamiento enigmático y el interés desmedido que de repente muestra por ella un compañero de Addams, el agente Naples, acabarán desatando su curiosidad.
Así, a lo largo de su investigación, Addams descubrirá que la mente de la pequeña esconde un secreto escalofriante relacionado con conspiraciones, secretos de Estado, y hasta una invasión alienígena.

## Reparto
| Actor              | Personaje             |
| ------------------ | --------------------- |
| Janell McLeod      | Sra. Darlington       |
| John R. Copeman    | Paul Jackson          |
| Tim Parati         | Raymond               |
| John C. McGinley   | Agente Vincent Naples |
| Christopher Meloni | Detective Sam Adams   |
| Eric Paskel        | Chip Harley           |
| Cheryl Ryan        | Sra. Lippman          |
| Richard Fullerton  | Sr. Lippman           |

## Recepción
Hoy en día la película ha sido valorada en portales cinematográficos. En IMDb, por ejemplo, con 594 votos registrados, la película obtiene una media ponderada de 4,4 sobre 10. En cuanto a Rotten Tomatoes, los más de 100 votos registrados en el portal le dieron allí una valoración media de 2,8 de 5. También hay que destacar, que en el periódico La Vanguardia los usuarios que dieron allí su opinión al respecto le dieron al telefilme una aprobación del 41 %.